# Arlekin

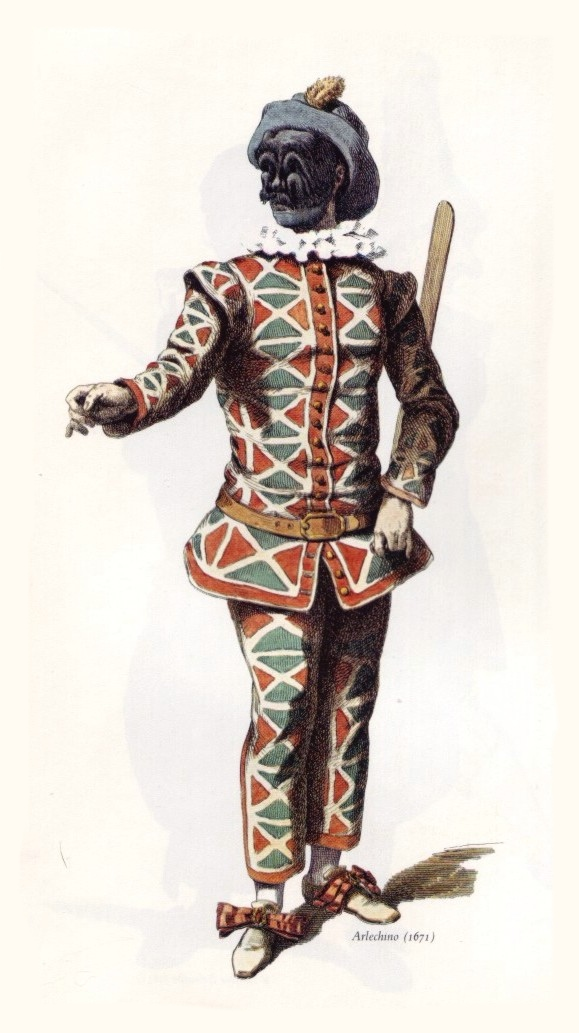
Rysunek Arlekin autorstwa francuskiego grafika i pisarza Maurice’a Sanda (1860)

Arlekin (wł. Arlecchino) – postać błazna w czarnej masce „komicznej”, ubranego w kostium zszyty z kolorowych trójkątów albo rombów.  
Od końca XVII wieku Arlekin jest jedną z postaci włoskiej commedii dell’arte. Jego przyjacielem jest Brighella, a miłością Kolombina. Jako wiecznie zakochany, sprytny służący, często wpędza swego pana lub siebie w tarapaty.
Od XVIII wieku postać pantomimy (arlekinada) i teatru lalek.
Do końca XVI wieku był szelmą i żebrakiem odzianym w łachmany, jego atrybutami była czarna maska z zajęczym ogonem, sakiewka i drewniany miecz u boku. W takim wydaniu utożsamiany jest z Merkurym – bożkiem złodziei i żebraków, sługą z Arles lub też jednym z czarnoskórych niewolników rzymskich.

## Arlekin w kulturze popularnej
Fikcyjna postać Harley Quin stworzona przez Agathę Christie oraz postać Harley Quinn stworzona przez Paula Diniego i Bruce’a Timma, inspirowane są postacią arlekina. Arlekin i walentynki to opowiadanie (1999) i powieść graficzna (2001) autorstwa brytyjskiego pisarza Neila Gaimana.